# Acherontiella onychiuriformis
Acherontiella onychiuriformis är en urinsektsart som beskrevs av Karel Absolon 1913. Acherontiella onychiuriformis ingår i släktet Acherontiella och familjen Hypogastruridae. Inga underarter finns listade i Catalogue of Life.